# جیندر ماهال
یوراج سین دِسی (Yuvraj Singh Dhesi) با نام هنری جیندر ماهال (Jinder Mahal) یک کشتی گیر هندی-کانادایی است که هم‌اکنون در کمپانی WWE فعالیت می‌کند.
ماهال در سال 2010 به دبلیو دبلیو دبلیو ای پیوست و سال بعد اولین بازی خود را در فهرست اصلی این شرکت انجام داد.

وی موفق شده‌است ۱ بار عنوان WWE Champion را از آن خود کند و همچنین موفق شده‌است تا با پیروزی در مسابقه چهارنفره مرگبار در رسلمینیا قهرمان یونایتد استیس بشود